# 広乙級防護巡洋艦
| 広乙級防護巡洋艦 | 広乙級防護巡洋艦                                                                        |
| ---------------- | --------------------------------------------------------------------------------------- |
| 呉での広丙       |                                                                                         |
| 艦級概観         |                                                                                         |
| 艦種             | 防護巡洋艦                                                                              |
| 艦名             | 地名                                                                                    |
| 前級             | 致遠級                                                                                  |
| 次級             | 海天級                                                                                  |
| 要目（広乙）     |                                                                                         |
| 排水量           | 常備：1,000トン                                                                         |
| 全長             | 垂線間長：71.63m                                                                        |
| 全幅             | 8.23m                                                                                   |
| 吃水             | 3.96m                                                                                   |
| 機関             | 円缶3基 レシプロ機関2基 2軸、2,400馬力                                                  |
| 速力             | 17.0ノット                                                                              |
| 航続距離         |                                                                                         |
| 燃料             | 石炭                                                                                    |
| 乗員             | 270名                                                                                   |
| 兵装             | 15cm35口径単装砲2門 12cm37口径単装砲1門 3.7cm5連装回転式機砲4門 35.6cm水上魚雷発射管4門 |
| 装甲             | 防禦甲板：25mm 司令塔：51mm                                                             |

広乙級防護巡洋艦（こうおつきゅうぼうごじゅんようかん、中国語:廣乙級穹甲巡洋艦）は清朝が建造した防護巡洋艦。同型艦3隻。文献によっては水雷巡洋艦や水雷砲艦に分類される。

## 概要
本級は清国で建造された初めての全鋼製の巡洋艦である。平遠の装備品調達に渡欧した魏瀚は併せて英仏の新式軍艦を視察、イギリスで建造した致遠級やドイツで建造された済遠との比較で更に先進的な艦の必要性を痛感した。またこれらの比較を通じフランスの防護巡洋艦をタイプシップとした艦の建造を提案した。しかも清国内で建造すれば一隻当たり僅か45万両ですみ、フランスで建造するよりも11万両の経費削減が可能だとした。この報告を受けた当時の船政大臣裴蔭森は1886年（光緒12年）にフォルバン級防護巡洋艦をタイプシップとした艦の建造を上申するも、海軍衙門（中国語: 海軍部 (清朝)）での議論は不調におわる。一方両広総督に就任した張之洞は魚雷艇や砲艦を輸入したものの、さらに航洋性の高い艦の保有を希望、船政に旧式の非防護巡洋艦の広甲と共に本級の建造を依頼した。当時の船政部門は緊縮財政状態となっており、建造費は朝廷からではなく両広総督府からの出資となった。この為その後本級に多方面での影響を及ぼす。3番艦については起工後に張之洞が湖広総督に転任、後任の李瀚章は軍費削減の為、建造中止を要求した。これに対し船政側は「広丁」を「福靖」と改名するとともに、船政水師向けに変更し、船政部門の経費を流用して建造を継続した。

## 艦型

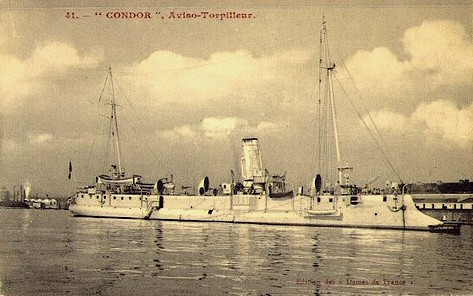
参考とした「コンドル」。

建造決定時にタイプシップが一回り小型のコンドル級（フランス語: Classe Condor）に変更されたが、実際に建造された艦はさらに一回り小型となり、全長71.63m、全幅8.23m、吃水3.96m、設計排水量1,000t、マストは3本のうち前檣と後檣は鋼製、中央は木製で、帆走が可能だったと推測され、前檣には信号桁、後檣には斜桁があった。船首部には砲塔はなくタートルバック甲板となっていた。
三番艦については更に小型になっており、全長71.01m、全幅8.02ｍ、吃水3.5mで。公試時の福靖（元の広丁）の速力はさらに低下、機関出力2,000馬力で12.4ktを記録、慣熟航海後設計通りの2,400馬力を発揮すれば13.4ktに達すると見込まれたが、それでも広乙、広丙よりも低い数値であった。また同型艦3隻共に座礁して失われており、ほぼ同時期に建造の畝傍と同様にタンブルホーム構造の船体に背の高い帆走用マストがあった為、操舵性、復原性に難があったと推測される。

## 武装
本級はその艦型に対して強力な雷装が施されており、艦首左右両舷に1門づつ、船体中央の後ろ寄りの左右両舷に1門づつの計4門の魚雷発射管を装備していた。その一方火砲は比較的貧弱であり、これが本級が大型魚雷艇や水雷巡洋艦とされる一因となっている。
船体同様火砲もまた前述の建造費の問題により二転三転した結果、1番艦とそれ以降での装備が異なる。広乙は前部にクルップ15cm単装砲を船体両舷に設置したケースメイトに計2門、後部にクルップ12cm単装速射砲1門、ホチキス37mm5連装回転式機砲（英語: Hotchkiss gun）4門、広丙は前部の15cm砲も12cm砲となり、その代わりに37mmガトリング砲が8門となっている。3番艦の武装についてはつまびらかにはなっていないが、2番艦と同等であったであろうと推測される。
就役後広乙、広丙両艦共に改装が実施されている。1894年（光緒20年）7月2日、江南製造局総弁劉麒祥から李鴻章に宛てられた電文によると、内製した新型12cm速射砲を北洋に運ぶ事を要求している。この新型火砲は実際に劉公島（中国語: 刘公岛）に運ばれ、到着後北洋水師では広乙、広丙の同口径旧式砲を換装した。（一説によると北洋艦隊に運ばれたのは僅か4門にすぎず、換装されたのは広乙のみで広丙はクルップ砲のままで変わらなかったとある。）
広丙は日本軍に鹵獲された後、日本軍の標準装備への換装が実施されている。

## 装甲、機関
機関は2基の蒸気機関と主缶1基（一説によると主缶は3基）、出力2,400馬力、設計速度は17ノット (31 km/h; 20 mph)であった。実際に公試となると、広乙は僅か15ノット (28 km/h; 17 mph)しか出せず、2番艦の結果もほぼ同程度となってしまった。これは本級が比較的小型の蒸気機関車用の缶を使用したため出力不足に陥ったものとされる。
装甲については本級は鉄骨鉄皮で、使用鋼材はフランスからの輸入品を使用（3番艦についても輸入品ではあるが産地については不詳）。船体内の喫水線附近に縦方向にやや傾斜のつけられた装甲甲板（穹甲）があり、厚さは1in（25mm）で主缶室、主機室、弾薬庫などを防禦しており、これにより防護巡洋艦に類別されている。艦上の他の防禦区画としては司令塔があり、厚さは2in（51mm）である。

## 同型艦
- 広乙（中国語: 广乙号防护巡洋舰）（1892年（光緒18年）頃竣工、1894年（光緒20年）戦没）
- 広丙（1892年（光緒18年）頃竣工、1895年（明治28年）事故にて沈没）
- 福靖（中国語: 福靖号防护巡洋舰）（1893年（光緒19年）竣工、1898年（光緒24年）事故にて沈没）